# 2023年堺市長選挙
2023年堺市長選挙（2023ねんさかいしちょうせんきょ）とは、2023年6月4日に投開票が行われた大阪府堺市の市長を選出するために執行された選挙。

## 選挙データ
- 選挙事由 - 現職の永藤英機の任期満了（期日：2023年6月8日）
- 告示日 - 2023年5月21日
- 執行日 - 2023年6月4日
  - 統一地方選挙における特例法により同年4月の第20回統一地方選挙に合わせる形での実施は可能であったが、市選管の判断により単独での実施となった[1]。

## 立候補者
（届け出順）
| 氏名                         | 年齢 | 党派         | 現元新 | 肩書                                                                      |
| ---------------------------- | ---- | ------------ | ------ | ------------------------------------------------------------------------- |
| 永藤英機 （ながふじ ひでき） | 46   | 大阪維新の会 | 現     | 堺市長（現職） 元大阪府議会議員                                           |
| 野村友昭 （のむら ともあき） | 49   | 無所属       | 新     | 元堺市議会議員（東区選出） 自由民主党堺市議団（市民クラブ）元政務調査会長 |

## 政党の対応
- 大阪維新の会は現職の永藤を公認した。維新側は堺市長選について、4月の大阪府知事選挙・大阪市長選挙と同日に行う「トリプル選」を主張していたが、2022年12月に市選管が6月の単独実施を決定。これを受け維新の堺市議の一部が永藤が統一選に合わせて辞職してトリプル選にする可能性に言及するなどし波紋を呼んだが、永藤は辞職を否定した[2]。
- 野村は政党からの推薦を受けなかったが、市議時代に所属した自由民主党の一部議員や立憲民主党・日本共産党の地方組織が自主的に支持した[3][4]。

## タイムライン
2023年
- 2月16日 - 現職の永藤が市議会定例会で再選へ向け立候補を表明[5]。
- 3月23日 - 野村が会見で立候補を表明[6]。

## 選挙結果
投開票の結果、永藤が再選を果たした。永藤は維新支持層の9割をまとめ、自民党支持層からも4割を超える支持を得た。維新側は府内の議員や首長計約300人を市内7区にそれぞれ配置し、投開票日までに1人計12時間以上の駅立ちや住宅地でのビラ配りなどの応援ノルマを課す組織戦を展開した。一方の野村は元自民党堺市議だが、自民党は4月の第20回統一地方選挙での大敗を受け堺市長選には静観を決めた。野村は一部の自民党堺市議のほか、立憲民主党と共産党の自主的支援を受け、非維新支持層の取り込みを図ったが、応援に回った堺市議は15人程度で、維新のような組織戦を展開できなかった。無党派層からは永藤を上回る6割の得票を得たものの、投票率が低迷したこともあり、票が伸びなかった。
※当日有権者数：674,511人 最終投票率：34.12%（前回比：−6.71pts）
| 候補者名 | 年齢 | 所属党派     | 新旧別 | 得票数    | 得票率 | 推薦・支持 |
| -------- | ---- | ------------ | ------ | --------- | ------ | ---------- |
| 永藤英機 | 46   | 大阪維新の会 | 新     | 139,295票 | 61.26% |            |
| 野村友昭 | 49   | 無所属       | 新     | 88,077票  | 38.74% |            |

| 区     | 永藤英機 | 永藤英機 | 野村友昭 | 野村友昭 |
| 区     | 得票     | %        | 得票     | %        |
| ------ | -------- | -------- | -------- | -------- |
| 合計   | 139,295  | 61.26%   | 88,077   | 38.74%   |
| 堺区   | 23,430   | 57.36%   | 17,415   | 42.64%   |
| 中区   | 17,811   | 62.90%   | 10,507   | 37.10%   |
| 東区   | 15,862   | 60.73%   | 10,258   | 39.27%   |
| 西区   | 22,907   | 63.95%   | 12,915   | 36.05%   |
| 南区   | 26,054   | 62.77%   | 15,454   | 37.23%   |
| 北区   | 26,988   | 59.50%   | 18,367   | 40.50%   |
| 美原区 | 6,243    | 66.39%   | 3,161    | 33.61%   |